# Kondó Daigoró
Kondó Daigoró (Tokió, 1907. június 1. – Jokoszuka, 1991. február 9.) japán válogatott labdarúgó.

## Nemzeti válogatott
A japán válogatottban 2 mérkőzést játszott.

## Statisztika
| Japán válogatott | Japán válogatott | Japán válogatott |
| Időszak          | Mérk.            | gól              |
| ---------------- | ---------------- | ---------------- |
| 1927             | 2                | 0                |
| Összesen         | 2                | 0                |